# Génos, Haute-Garonne
Génos är en kommun i departementet Haute-Garonne i regionen Occitanien i södra Frankrike. Kommunen ligger i kantonen Barbazan som tillhör arrondissementet Saint-Gaudens. År 2022 hade Génos 73 invånare.

## Befolkningsutveckling
Antalet invånare i kommunen Génos
Referens:INSEE